# Skwierczyn-Wieś
Skwierczyn-Wieś [ˈskfjɛrt͡ʂɨn ˈvjɛɕ] est un village polonais de la gmina de Repki dans le powiat de Sokołów et dans la voïvodie de Mazovie, au centre-est de la Pologne.